# Nassarius cernohorskyi
Nassarius cernohorskyi is een slakkensoort uit de familie van de Nassariidae. De wetenschappelijke naam van de soort is voor het eerst geldig gepubliceerd in 2005 door Kool.